# Ceará (humorista)
Francisco Wellington de Moura Muniz (Fortaleza, 23 de fevereiro de 1973), também conhecido como Ceará, é um humorista e apresentador brasileiro. Ex-integrante dos programas Pânico na TV da Rede TV! e Pânico na Band, da Rede Bandeirantes, imita diversos personagens, sendo sua principal sátira Silvio Santos.

## Biografia
Muniz começou sua carreira de humorista apresentando-se em bares de Fortaleza, sua cidade natal, no ano de 1989. Posteriormente, apresentou um programa na Rede Cidade 95,5, além do Nas Garras da Patrulha, na Rádio Verdes Mares. Um dos seus personagens mais conhecidos até então era Aderaldo Barbosa. Em 1997, foi convidado para atuar na Jovem Pan FM, em São Paulo. Foi nesta época que recebeu o apelido de Ceará, em alusão ao seu local de nascimento. Na rádio, tornou-se um dos integrantes do programa Pânico, além de apresentar seu próprio programa, intitulado Paulo Jalaska. Em 28 de setembro de 2003, começou a se destacar ao imitar o apresentador Sílvio Santos na versão televisiva do programa, Pânico na TV. Fez grande sucesso quando uniu-se, em 2004, ao personagem Repórter Vesgo, interpretado pelo humorista Rodrigo Scarpa. Juntos, começaram a invadir festas para as quais não eram convidados, importunando celebridades, pseudocelebridades e anônimos com perguntas e atitudes politicamente incorretas. O sucesso da dupla foi tão grande que logo se tornaram a principal atração do programa.  Ceará se arriscou várias vezes no programa, chegando a colocar dez pinos de titânio e duas placas em seu punho esquerdo após se machucar durante uma gravação do programa, em 2005, onde jogava futebol na  Argentina.
Em 2005, Muniz foi proibido por Silvio Santos de imitá-lo, levando o Pânico na TV a criar um quadro buscando a autorização da utilização do personagem, "Renova Silvio", culminando em Muniz e Scarpa conseguindo a assinatura do contrato de Silvio Santos, válido por dois anos. Com a expiração do contrato, em 2007, a dupla lançou-se em nova incursão, resultando na renovação da autorização, ocorrida durante uma entrevista com Silvio Santos em Los Angeles, nos Estados Unidos.  Mais tarde, Silvio Santos moveu uma ação judicial para proibir novamente a imitação. O veto durou até o dia 9 de agosto, quando a justiça liberou a imitação, alegando que sua proibição violava o direito constitucional da liberdade de expressão. 

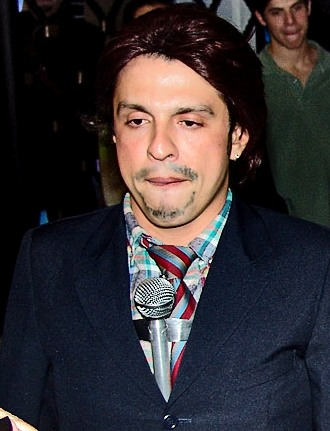
Ceará caracterizado como Sílvio Santos, em 2006.

Ainda em 2007, Muniz deixou a Jovem Pan FM para dedicar-se exclusivamente à televisão.  Ele também atuou como dublador em dois filmes: A Terra Encantada de Gaya, dando voz ao personagem Boo, e Asterix e os Vikings, fazendo a voz de Obelix. Saiu do Pânico, que tinha virado Pânico na Band após mudar de emissora, em 2014, para ir para o Multishow.

### Casamento
Casou-se, no dia 1 de junho de 2012, com a modelo Mirella Santos. Em 10 de agosto de 2014, nasceu a filha do casal, Valentina.

## Filmografia

### Televisão
| Ano     | Título                | Função                        | Notas                              |
| ------- | --------------------- | ----------------------------- | ---------------------------------- |
| 2003–11 | Pânico na TV          | Repórter / Vários personagens |                                    |
| 2012–14 | Pânico na Band        | Repórter / Vários personagens |                                    |
| 2015    | Tomara que Caia       | Silvio Santos                 | Episódio: "Deu pra Esquecer?"      |
| 2015    | Vai Que Cola          | Cláudio Jorge                 | Episódio: "Vou Tocar no seu Radim" |
| 2015    | Treme Treme           | Rochelli Carrara              | Episódio: "Diarista"               |
| 2015    | A Grande Farsa        | Apresentador                  |                                    |
| 2016–17 | Ceará Fora da Casinha | Apresentador                  |                                    |
| 2017    | Xilindró              | Dantena                       | Episódio: "O Sequestro de Sandra"  |
| 2019    | Show dos Famosos      | Participante                  | Temporada 3                        |
| 2020    | Domingo Show          | Repórter                      |                                    |

### Cinema
| Ano  | Título       | Personagem     |
| ---- | ------------ | -------------- |
| 2017 | Eu Fico Loko | Geraldo Coelho |

### Dublagem
| Ano  | Título                    | Personagem |
| ---- | ------------------------- | ---------- |
| 2005 | A Terra Encantada de Gaya | Boo        |
| 2006 | Astérix e os Vikings      | Obélix     |
| 2018 | Pépequeno                 | Thorp      |
| 2021 | Patrulha Canina: O Filme  | Ruben      |

## Personagens
| Reais - Silvio Santos - Gabi Herpes - Clodovil - Galvão Bueno - Pelé - Roberto Carlos - Dantena - Dercy Gonçalves | Fictícios - Vera Verão - Professor Raimundo - Narcisa Tamborindeguy - Maria Bethania - Caetano Veloso - Regina Ralé (paródia da atriz e apresentadora Regina Casé) - Wesley Safadão - Glória Xicára (paródia da atriz Glória Pires) - Padre Fábio JR DE Melo - Sérgio Chapeleta (paródia do apresentador e jornalista Sérgio Chapelin) - Ana Catamina - Nicole Bahls - Jorge Venchy - Belo |